# Egne hjem Station
Egne hjem Station (Egne hjem stasjon) var en metrostation på Kolsåsbanen på T-banen i Oslo. Stationen var opkaldt efter bebyggelsen Egne hjem i nabolaget.
Stationen blev nedlagt to gange. Første gang var 1. juli 2006, da Kolsåsbanen blev lukket, mens den blev opgraderet til metrostandard. Efterfølgende fortsatte sporvognene på Lilleakerbanen fra Jar til Bekkestua fra 20. august 2007 til 15. februar 2009 med stop ved Egne hjem. Derefter blev stationen endegyldigt nedlagt.